# اندرو ویات
اندرو ویات بلیکمور که با نام اندرو ویات (انگلیسی: Andrew Wyatt) شناخته‌می‌شود، موسیقی‌دان، ترانه‌نویس و تهیه‌کننده موسیقی اهل ایالات متحده آمریکا است. وی در حال حاضر خواننده گروه موسیقی پاپ الکترونیکی سوئدی مایک اسنو است. ویات به‌عنوان نویسنده یا تهیه‌کننده با هنرمندانی مانند لیدی گاگا، لرد، برونو مارس و غیره کار کرده‌است. وی از سال ۲۰۰۳ میلادی تاکنون مشغول فعالیت بوده‌است.